# Dobry Znak
Dobry Znak – bezpłatny dwutygodnik, wydawany od roku 2008 w Wołominie i dostępny na tarenie województw: mazowieckiego, lubelskiego, łódzkiego, podlaskiego oraz warmińsko-mazurskiego. Posiada 5 mutacji lokalnych: Dobry Znak dla Wołomina, Dobry Znak dla Podlasia, Dobry Znak dla Lublina, Dobry Znak dla Warszawy i Dobry Znak dla Warmii i Mazur, a w planach jest jeszcze Dobry Znak dla Podkarpacia.
Wydawca należący do Związku Kontroli Dystrybucji Prasy.